# Zhuang (Sprache)
Zhuang (Selbstbezeichnung Vahcuengh, bis 1982 Vaƅcueŋƅ, Sawndip 话壮 Vahcuengh, chinesisch 壮语, Pinyin Zhuàngyǔ) ist ein Überbegriff für verschiedene Dialekte, die vom Volk der Zhuang in der Volksrepublik China gesprochen werden. Die meisten Sprecher leben in der autonomen Region Guangxi, in der Zhuang eine Amtssprache ist. Die Zhuang-Sprache ist eine anerkannte Regionalsprache im südlichen China, wo sie auch an staatlichen Schulen gelehrt wird.

## Übersicht

Verbreitungsgebiete verschiedener Zhuang-Dialekte und Zuordnung zu neun verschiedenen Zweigen (nach Pittayaporn, 2009)

Zhuang beschreibt eher eine Gruppe von Sprachen oder Dialekten (Zhuang-Sprachen) als eine einzige Sprache. Manche dieser Dialekte haben nur eine gegenseitige Verständlichkeit von ca. 50 % mit der Standardvarietät, die auf dem Dialekt von Wuming basiert. Die nördlichen Zhuang-Varianten sind linguistisch enger mit Bouyei verwandt, mit dem sie ein Dialektkontinuum bilden, als mit den südlichen Zhuang-Varianten, die wiederum ein Dialektkontinuum mit den im Norden Vietnams gesprochenen Sprachen Nung, Tày (Tho) und Cao Lan bilden. Der You-Fluss bildet in Guangxi die diaglossale Grenze zwischen nördlichen und südlichen Zhuang-Dialekten. Die beiden Dialektgruppen gehören in der üblichen Klassifikation der Taisprachen sogar zu zwei unterschiedlichen Hauptzweigen, nämlich einerseits den nördlichen und andererseits den zentralen Taisprachen.
Zhuang-Sprecher beherrschen in der Regel nur ihren jeweiligen Dialekt und nicht die Standardvarietät. Dagegen sind fast alle Zhuang-Sprecher bilingual in Chinesisch, sodass Sprecher verschiedener Zhuang-Varianten, wenn sie aufeinander treffen, eher Chinesisch (entweder südwestliches Mandarin oder Kantonesisch) miteinander sprechen als Standard-Zhuang. In Guangxi werden für Zhuang offiziell Sawndip-Logogramme verwendet, während die lateinische Schrift nur wenig verbreitet ist.

## Sprachpolitik
In den Ausführungsbestimmungen von Guangxi zum Sprachgesetz der Volksrepublik China heißt es:
In den zweisprachigen Versuchsschulen bzw. Versuchsklassen ist die Staatssprache [d. h. Hochchinesisch] sowie gesprochenes und geschriebenes Zhuang im Unterricht zu verwenden.

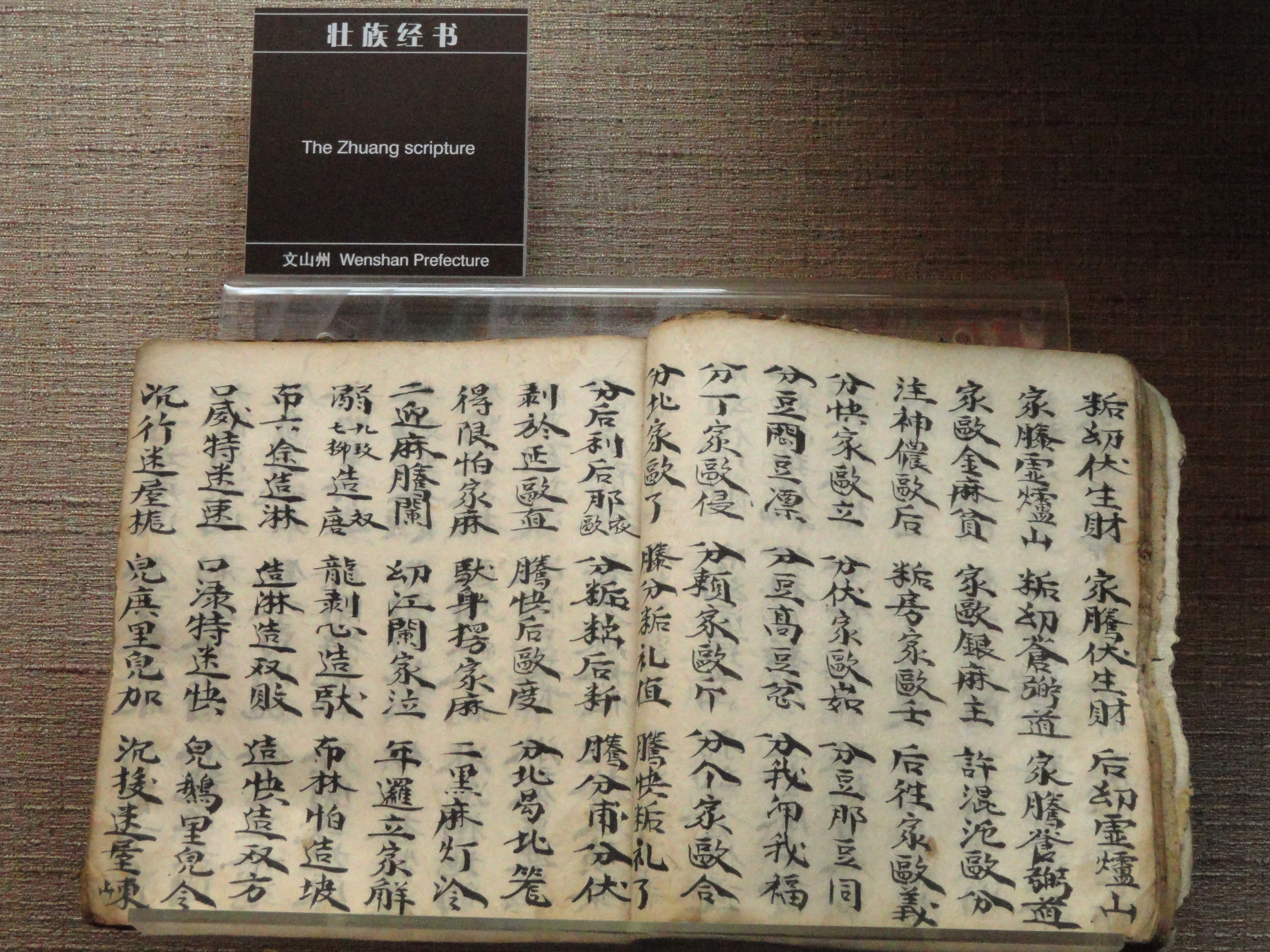
Zhuang-Sawndip-Schriftzeichen

Schilder, Aufschriften, Behördendokumente, Amtsstempel, Ausweise etc. müssen in Zhuang und Chinesisch verfasst werden […]
Zhuang wird im Erziehungswesen und im Behördenverkehr jedoch als Schriftsprache de facto kaum verwendet. In einem Bericht heißt es:
Gegenwärtig ist es nicht schwierig, in Guangxi Zhuang in lateinischer Schrift zu finden. Die meisten Aufschriften im Autonomen Gebiet müssen zweisprachig sein, auf Chinesisch und auf Zhuang in lateinischer Schrift. Außerdem gibt es die Zeitschrift Sam Nyied Sam (三月三) und die Wochenzeitung Gvangjsih Minzcuzbau (广西民族报), die auf Zhuang erscheinen. Allerdings stellten wir fest, dass nur ein sehr kleiner Teil der Bevölkerung Zhuang in Lateinschrift lesen kann. Viele unserer Informanten meinten, dass Zhuang in Lateinschrift nur der politischen Propaganda für die nationale Autonomie dient.

## Phonologie
Zhuang ist eine Tonsprache mit sechs verschiedenen Intonationsverläufen in offenen Silben:
| Nr. | Kontur | Beschreibung           |
| --- | ------ | ---------------------- |
| 1   | 24     | steigend               |
| 2   | 31     | tief fallend           |
| 3   | 55     | hoch gleich bleibend   |
| 4   | 42     | fallend                |
| 5   | 35     | hoch steigend          |
| 6   | 33     | mittel gleich bleibend |

## Schrift
Zhuang wurde seit dem sechsten Jahrhundert mit chinesischen Schriftzeichen geschrieben. Für einheimische Wörter wurden aus den bestehenden Zeichen neue gebildet, die so entstandenen Zeichen werden als Sawndip bezeichnet. 1957 wurde eine phonetische Schrift auf Grundlage des lateinischen Alphabets mit einigen Sonderzeichen eingeführt. Diese wurde 1986 dahingehend reformiert, dass nun keine Sonderzeichen mehr verwendet werden.
| 1957  | 1986  | 1957  | 1986  | 1957  | 1986  | 1957  | 1986    | 1957 | 1986 |
| ----- | ----- | ----- | ----- | ----- | ----- | ----- | ------- | ---- | ---- |
| B b   | B b   | Ƃ ƃ   | Mb mb | M m   | M m   | F f   | F f     | V    | V    |
| D d   | D d   | Ƌƌ    | Nd nd | N n   | N n   | S s   | S s     | L l  | L l  |
| G g   | G g   | Gv gv | Gv gv | Ŋ ŋ   | Ng ng | H h   | H h     | R r  | R r  |
| C c   | C c   | Y y   | Y y   | Ny ny | Ny ny | Ŋv ŋv | Ngv ngv |      |      |
| By by | By by | Gy gy | Gy gy | My my | My my |       |         |      |      |

| 1957 | 1986 | 1957 | 1986 | 1957 | 1986  |
| ---- | ---- | ---- | ---- | ---- | ----- |
| A a  | A a  | E e  | E e  | Ə ə  | AE ae |
| I i  | I i  | O o  | O o  | Ɯ ɯ  | W w   |

|   | 1957                  | 1986                  |
| - | --------------------- | --------------------- |
| 1 | Wird nicht bezeichnet | Wird nicht bezeichnet |
| 2 | Ƨ ƨ                   | Z z                   |
| 3 | З з                   | J j                   |
| 4 | Ч ч                   | X x                   |
| 5 | Ƽ ƽ                   | Q q                   |
| 6 | Ƅ ƅ                   | H h                   |

Diese neue Schrift wurde allerdings nicht von einer breiten Mehrheit der Sprecher angenommen. Ihre Verbreitung ist mehr oder weniger gescheitert.
Es gibt Bestrebungen, die alte Schrift wieder aufleben zu lassen, was aber eine Aufnahme aller Zhuang-Ideogramme in Unicode voraussetzen würde. Bisher wurden nur diejenigen Ideogramme aufgenommen, die auch in Ortsnamen und somit auch in der chinesischen Literatur auftauchen.
Die Gesamtheit aller Zhuang-Ideogramme ist in speziellen Fonts codiert.

## Textprobe
| Alte Rechtschreibung | Neue Rechtschreibung | Sawndip                                                                               | Deutsch |
| --- | --- | ------------------------------------------------------------------------------------- | --- |
| Bouчbouч ma dəŋƨ laзƃɯn couƅ miƨ cɯyouƨ, cinƅyenƨ cəuƽ genƨli bouчbouч biŋƨdəŋз. Gyoeŋƽ vunƨ miƨ liзsiŋ cəuƽ lieŋƨsim, ɯŋdaŋ daiƅ gyoengƽ de lumз beiчnueŋч ityieŋƅ. | Bouxboux ma daengz lajmbwn couh miz cwyouz, cinhyenz caeuq genzli bouxboux bingzdaengj. Gyoengq vunz miz lijsing caeuq liengzsim, wngdang daih gyoengq de lumj beixnuengx ityiengh. | 俌俌庅𦘭𨑜⿱天云就𠷯自由，莊嚴㖟權力俌俌平等。眾伝𠷯理性㖟良心，應當待眾佚㑣𤿌儂一樣. | Alle Menschen sind frei und gleich an Würde und Rechten geboren. Sie sind mit Vernunft und Gewissen begabt und sollen einander im Geist der Brüderlichkeit begegnen. |